# Walid Ghaiou
Walid Ghaiou – algierski zapaśnik walczący w stylu klasycznym. Brązowy medalista mistrzostw Afryki w 2022. Czwarty na mistrzostwach śródziemnomorskich w 2018 roku.